# Gare de Wesserling
Gare de Wesserling – stacja kolejowa w miejscowości Fellering, w departamencie Górny Ren, w regionie Grand Est, we Francji. Jest zarządzana przez SNCF i obsługiwana przez pociągi TER Grand Est.

## Położenie
Znajduje się na linii Lutterbach – Kruth, na km 27,239 między stacjami Ranspach i Fellering, na wysokości 439 m n.p.m.

## Linie kolejowe
- Linia Lutterbach – Kruth